# Tupoljev
Tupoljev (rusko Ту́полев) je rusko letalskovesoljsko in obrambno podjetje. Sedež podjetja je v Moskvi. Biro OKB Tupoljev je ustanovil letalski konstruktor Andrej Nikolajevič Tupoljev v Moskvi leta 1922. Ruska vlada je leta 2006 združila podjetja Tupoljev, Mikojan-Gurevič, Iljušin, Irkut, Suhoj in Jakovljev v korporacijo United Aircraft Corporation (Объединённая Авиастроительная Корпорация - OAK). Tupoljev proizvaja tako civilna kot vojaška letala in oborožitvene sisteme. V svoji zgodovini so izdelali več kot 18 000 letal. 

## Letala

### Bombniki
- Tu-14 "Bosun" (znan tudi kot Tu-81) torpedni bombnik
- Tu-16 "Badger" strateški bombnik
- Tu-20/Tu-95 "Bear" turbopropelerski strateški bombnik
  - Tu-142 "Bear F/Bear J", protipodmorniško letalo
- Tu-22 "Blinder" nadzvočni srednji bombnik
- Tu-22M/Tu-26 "Backfire" nadzvočni srednji bombnik z gibljivimi krili
- Tu-126 "Moss" leteči radar in komandni center
- Tu-160 "Blackjack" nadzvočni strateški bombnik z gibljivimi krili

### Prestrezniki
- Tu-28/Tu-128 "Fiddler"

### Potniška in transportna letala
- Tu-104 "Camel" potniško letalo na osnovi Tu-16
- Tu-114 Rossiya "Cleat" potniško letalo z dolgim dosegom, na osnovi Tu-95
- Tu-116
- Tu-124 "Cookpot" potniško letalo za kratke lete, na osnovi Tu-104
- Tu-134 "Crusty" regionalno potniško letalo
- Tu-144 "Charger" nadzvočno potniško letalo
- Tu-154 "Careless" ozkotrupno potniško letalo
- Tu-204 ozkotrupno potniško letalo
- Tu-214
- Tu-224 Tu-214 z dvema Rolls-Royce RB211 motorjema
- Tu-234 tovarniška oznaka za Tu-204-300

### Brezpilotna letala
- Tu-113 1955
- Tu-121 brezpilotno letalo, 1959
- Tu-123 Jastreb-1, 1961
- Tu-139 Jastreb-2, večkrat uporabljiv Tu-123, 1968
- Tu-141 Jastreb-P
- Tu-141 Striž
- Tu-143 Reis
- Tu-243 Reis-D, izboljšana verzija Tu-143
- Tu-300 Koršun, modernizirana verzija Tu-143, 1995

### Planirana letala
- PAK DA: strateški bombnik nove generacije
- Tu-324: regionalno potniško letalo
- Tu-330: transportno letalo na osnovi Tu-204/Tu-214
- Tu-338: tovarniška oznaka za Tu-330K
- Tu-344: nadzvočno poslovno letalo na osnovi Tu-22M3
- Tu-404: koncept letečega krila z dolgim dosegom
- Tu-414: podaljšan Tu-324
- Tu-444: koncept nadzvočnega poslovnega letala

### Batno gnana (propelerska)
- ANT-1 1922
- ANT-2: prvo povsem kovinsko sovjetsko letalo, 1924
- ANT-3/R-3/PS-3: povsem kovinski dvokrilnik, 1925
- ANT-4/TB-1
- ANT-5/I-4: prototipno lovsko letalo
- ANT-6/TB-3: štirimotorna različica TB-1, 1930
- ANT-7/R-6/KR-6/MR-6: 1931
- ANT-8/MDR-2: mornariški leteči čoln, 1931
- ANT-9/PS-9: trimotorno potniško letalo, 1929
- ANT-10/R-7: prototipni izvidnik/bombnik, 1930
- ANT-11/MTBT: projekt dvotrupnega letečega čolna, 1929
- ANT-12/I-5: prototipni dvokrilni lovec, 1930. Kasneje proizvajan kot Polikarpov I-5
- ANT-13/I-8: prototipni lovec/prestreznik, ravzit iz ANT-12, 1930
- ANT-14 Pravda: 5-motorno propagandno letalo na osnovi ANT-9, 1931
- ANT-15/DI-3: projekt dvosedežnega lovca, 1930
- ANT-16/TB-4: šestmotorna različica TB-3, predhodnik ANT-20, 1933
- ANT-17/TShB: prototipni jurišnik, 1930
- ANT-18/TSh-2: dvokrilnik, na osnovi ANT-7, 1930
- ANT-19: projekt potniškega letala
- ANT-20 Maksim Gorki: osemmotorno letalo, 1934
- ANT-21/MI-3: lovsko letalo, 1933
- ANT-22/MK-1: šestmotorni leteči čoln, na osnovi ANT-11, 1934.
- ANT-23/I-12: Ex 1931.
- ANT-24/TB-4: predhodnik od ANT-26, 1931
- ANT-25
- ANT-26/TB-6: projekt 12-motornega težkega bombnika, 1932
- ANT-27/MDR-4/MTB-1: patruljni leteči čoln, 1934
- ANT-28: tovorna verzija TB-6
- ANT-29/DIP-1: dvomotorni lovec, na osnovi ANT-21, 1935
- ANT-29 (II): potniška verzija MTB-1
- ANT-30/SK-1: 1933
- ANT-31/I-14: povsem kovinski enokrilni lovec, 1933
- ANT-32/I-13: projekt enosedežnega lova, 1934
- ANT-33: projekt potniškega letala, 1932
- ANT-34/MI-4: projekt večsedežnega lovca
- ANT-35/PS-35: dvomotorno potniško letalo na osnovi SB, 1936
- ANT-36/DB-1: bombnik z dolgim dosegom, na osnovi ANT-25, 1936
- ANT-37/DB-2: bombnik z dolgim dosegom, 1935
- ANT-38/VSB-1: projekt visokovišinskega visokohitrostnega bombnika, prototip za SB
- ANT-39: prototip za SB
- ANT-40/SB/PS-40/PS-41: srednji bombnik, 1934
- ANT-41/T-1/LK-1:  1934
- ANT-42/TB-7: prototipni štirimotorni bombnik, kasneje proizvajan kot Petljakov Pe-8
- ANT-43: projekt 6-sedežnega letala, 1936
- ANT-44/MTB-2 Čajka: bombniški leteči čoln, 1937
- ANT-45/DIP: 1936
- ANT-46/DI-8: prototipni trisedežni lovec, 1935
- ANT-47/I-20: projekt lovskega letala
- ANT-48/SS: športno letalo na osnvi SB, 1935
- ANT-49: projekt izvidniškega letala
- ANT-50: predlagano potniško letalo na osnovi ANT-43, 1937
- ANT-51: prototipni bombnik, kasneje proizvajan kot Suhoj Su-2
- ANT-52:
- ANT-53:  1936
- ANT-54:
- ANT-55:
- ANT-56/SRB:
- ANT-57/PB: 1939
- ANT-58: 1941
- ANT-59: 1941
- ANT-60:
- ANT-64:
- ANT-66
- Tu-2 "Bat": 1941
- Tu-4 "Bull"

### Eksperimentalna letala
- Tu-1 (ANT-63P): prototipni nočni lovec na osnovi Tu-2, 1946
- Tu-6: prototipna izvidniška verzija na osnovi Tu-2
- Tu-8 (ANT-69): prototipni bombnik na osnovi Tu-2, 1947
- Tu-10 "Frosty" (ANT-68): prototipni bombnik na osnovi Tu-2, 1943
- Tu-12 (znan tudi kot Tu-77): prototipni reaktivni bombnik na osnovi Tu-2, 1947
- Tu-18 (znan tudi kot Tu-72): reaktivna verzija Tu-8, 1947
- Tu-20 (znan tudi kot Tu-73): projekt reaktivnega bombnika, 1947
- Tu-22: visokovišinsko izvidniško letalo na osnovi Tu-2, 1947
- Tu-24: visokovišinski bombnik na osnovi Tu-2, 1946
- Tu-26: prvotna oznaka za Tu-22M
- Tu-28: projekt bombnika, 1947
- Tu-30: projekt štirimotornega bombnika, 1947
- Tu-54: prototipno agrikulturno letalo, 1992
- Tu-64: projekt lahkega večnamenskega letal
- Tu-70 "Cart": prototipno potniško letalo na osnovi Tu-4, 1946
- Tu-71: prototipni bombnik na osnovi Tu-2, 1946
- Tu-73: trimotorna verzija Tu-18, 1947
- Tu-74 (znan tudi kot Tu-73R): predlagano visokovišinsko letalo na osnovi Tu-73
- Tu-75: prototipno transportno/potniško letalo na osnovi, 1950
- Tu-76 (I): torpedni bombnik na osnovi Tu-2, 1947
- Tu-76 (II) (znan tudi kot Tu-4D): vojaško transportno letalo na osnovi Tu-4
- Tu-78: 1948
- Tu-79 (I)
- Tu-79 (II): 1949
- Tu-80: prototipni bombnik na osnovi Tu-4, 1949
- Tu-81 (I): dvomotorni bombnik na osnovi Tu-73, 1949
- Tu-81 (II): prvi prototip zaTu-14
- Tu-82 "Butcher" (znan tudi kot Tu-22): eksperimentalno reaktivni bombnik z gibljivimi krili, 1949
- Tu-83: projekt bombnika na osnovi Tu-82, 1949
- Tu-84: prototipno izvidniško letalo, 1948
- Tu-85 "Barge": prototipni težki bombnik na osnovie Tu-4, 1951
- Tu-86: projekt bombnika z dolgim dosegom, 1949
- Tu-87: 1951
- Tu-88: prototip za Tu-16, 1952
- Tu-89 (znan tudi kot Tu-14R): prototipno izvidniško letalo na osnovi Tu-14, 1951
- Tu-90: prototipna turbopropelerska verzija Tu-16, 1954
- Tu-91 "Boot": prototipno mornariško letalo, 1954
- Tu-92: prototip za Tu-16R, 1955
- Tu-93: prototip za Tu-14T, 1952
- Tu-94: prototipni turbopropelerski Tu-4, 1950
- Tu-95LAL: prototipno letalo na jedrski pogon, na osnovi Tu-95M, 1961
- Tu-96: prototipni visokovišinski strateški bombnik na osnovi Tu-95, 1956
- Tu-97: bombnik na osnovi Tu-16
- Tu-98 "Backfin" (znan tudi kot Tu-24): prototipni reaktivni bombnik z gibljivimi krili, 1956
- Tu-99: prototipna turboreaktivna verzija Tu-96
- Tu-100: predlagani parazitni lovec, 1953
- Tu-101: projekt transportnega letala, 1952
- Tu-102: projekt potniškega letala na osnovi Tu-101, 1952
- Tu-103: nadzvočni bombnik na osnovi Tu-16
- Tu-105: prototip za Tu-22, 1954
- Tu-106: Tu-22 z drugimi motorji, 1954
- Tu-107: prototipno transportno letalo na osnovi Tu-104, 1958
- Tu-108: 1952
- Tu-109: Tu-108 z drugimi motorji
- Tu-110 "Cooker": prototipno potniško letalo na osnovi Tu-104, 1957
- Tu-111: projekt 24-sedežnega potniškega letala, 1954
- Tu-112: predlagani nadzvočni taktični bombnik, 1955
- Tu-115 (znan tudi kot Tu-114VTA): predlagana transportna verzija od Tu-114
- Tu-117: predlagana transportna verzija od Tu-110
- Tu-118: predlagana turbopropelerska verzija Tu-104
- Tu-120: predlagani nadzvočni bombnik na jedrski pogon
- Tu-122: nadzvočni bombnik na osnovi Tu-98, 1957
- Tu-124: projekt bombnika, 1957
- Tu-125: predlagani nadzvočni bombnik, 1958
- Tu-127 (I): predlagani nadzvočni taktični bombnik, 1958
- Tu-127 (II): predlagana transportna verzija od Tu-124
- Tu-129: nadzvočni bombnik, 1959
- Tu-130: brezpilotno letalo, 1959
- Tu-132: predlagani transsonični nizkovišinski bombnik, 1958
- Tu-134: nadzvočno letalo na osnovi Tu-106
- Tu-135 (I): projekt nadzvočnega bombnika, 1958
- Tu-135 (II): nadzvočni bombnik
- Tu-136 Zvezda: predlagano vesoljsko plovilo
- Tu-136 (II): projekt VTOL lovca, 1963
- Tu-136 (III): projekt potniškega/transportnega letala
- Tu-137 Sputnik: brezpilotno vesoljsko plovilo na osnovi Tu-136 Zvezda
- Tu-137 (II): projekt nadzvočnega strateškega bombnika
- Tu-138: predlagani prestreznik
- Tu-139: projekt hiperzvočnega letala (podobno kot X-15)
- Tu-148: prestreznik z dolgim dosegom
- Tu-155: Tu-154 za testiranje alternativnih goriv, 1988
- Tu-156 (I): Tu-155 z novimi motorji
- Tu-156 (II): prototipni leteči radar na osnovi Tu-126, 1970
- Tu-161: strateški bombnik na osnovi Tu-160
- Tu-164: tovarniška oznaka Tu-154M, 1980
- Tu-174: predlagani podaljšani Tu-154
- Tu-184: regionalno potniško letalo
- Tu-194 (I): predlagani skrajšani Tu-154, 1973
- Tu-194 (II): trimotorni Tu-184
- Tu-202: projekt protipodmorniškega letala
- Tu-206: Tu-204 za testiranje alternativnih goriv
- Tu-216: Tu-204 uporabljen za testiranje kriogeničnega goriva
- Tu-244: nadzvočno letalo na osnovi Tu-144, 1979
- Tu-334: koncept regionalnega potniškega letala, 1999
- Tu-2000: predlagani težki bombnik z dolgim dosegom, 1986

### Čolni
- ANT-1, hitri čoln, 1922
- ANT-2, povsem kovinski čoln, 1923
- GANT-3 Pervenec, torpedni čoln, 1928
- ANT-4/Sh-4 Tupoljev, 1927
- ANT-5/G-5, 1933

### Aerosledge
- Tupoljev A-3 Aerosledge